# Pierre Delaunay
Pierre Delaunay   (14è districte de París, 9 d'octubre de 1919 - Le Chesnay, 23 de gener de 2019) fou un dirigent futbolístic francès.
Fou el segon Secretari General de la UEFA. Succeí el seu pare Henri Delaunay en el càrrec, interinament des de la mort del seu pare el 9 de novembre de 1955 i oficialment des del 8 de juny de 1956.